# Квартет імені Танєєва
Квартет імені Танеева — російський академічний струнний квартет, створений у Ленінграді в 1946 році скрипалем Володимиром Овчареком, тоді — студентом II курса Ленінградської консерваторії. В 1963 році квартет отримав ім'я Сергія Танєєва.
У первісному складі квартету разом з Овчареком грали Григорій Луцький (друга скрипка) і Віссаріон Соловйов (альт). З 1967 року партію віолончелі виконував Йосип Левінзон.
Квартет імені Танєєва традиційно приділяв особливу увагу виконанню російської і радянської музиці. Основу його репертуару становили твори Танєєва, М.Мясковського, Шостаковича, С. Слонімського, Б. Тіщенка, В. Агафоннікова; цим колективом була здійснена прем'єра 15-го квартету Д. Шостаковича. Квартет імені Танєєва зіграв понад 6000 концертів, записав більше ніж 150 квартетів й інших камерних творів.